# Зонд (космічна програма)

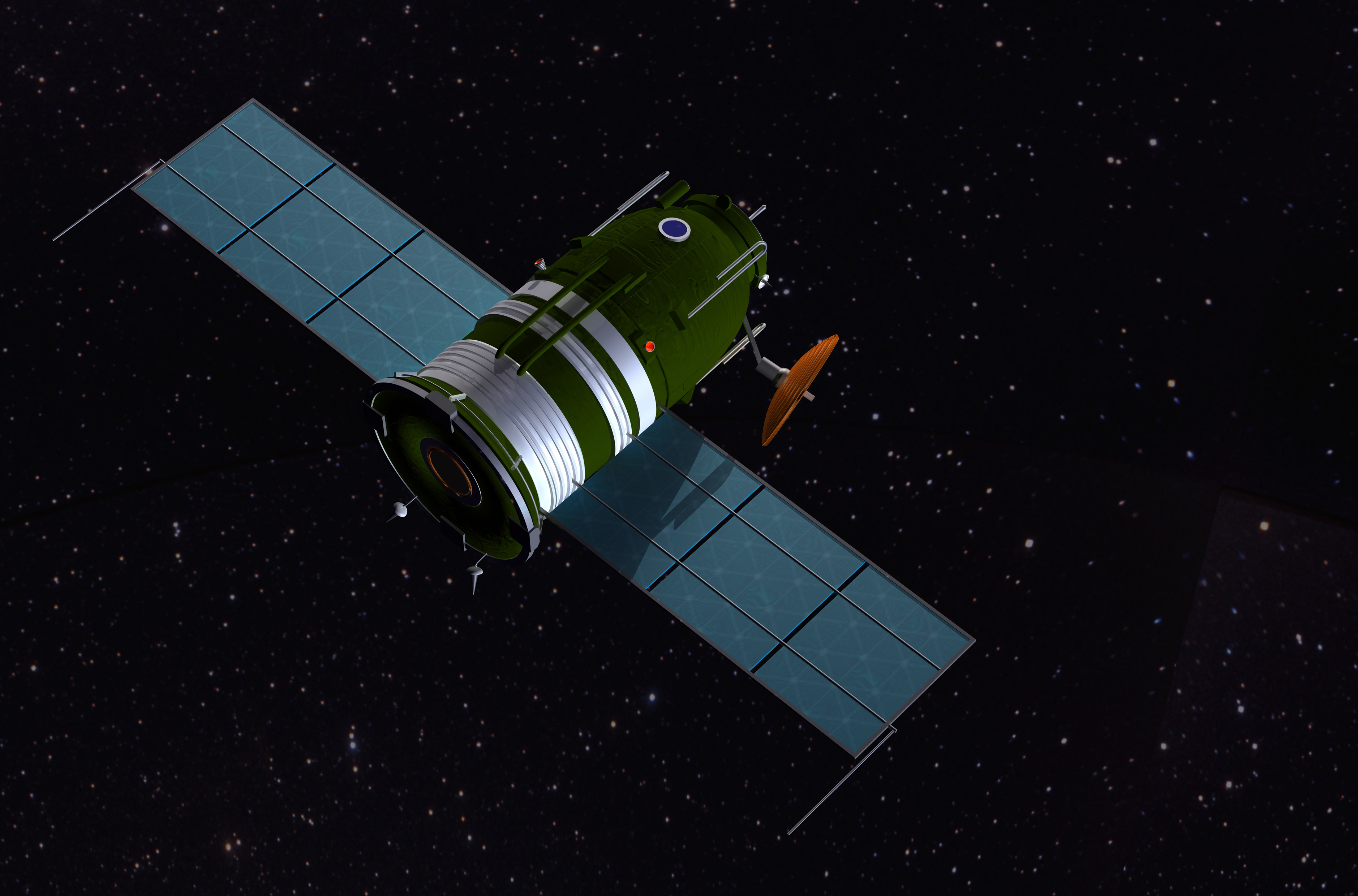
Корабель «Зонд» у польоті

«Зонд» серія космічних апаратів, що запускалися в СРСР з 1964 по 1970 роки. Складалася з двох окремих категорій. Перша: автоматичні міжпланетні станції, що призначалися для дослідження Венери і Марса з пролітних траєкторій («Зонд-1» і «Зонд-2»), а також Місяця («Зонд-3»), та ряду апаратів, що не отримали порядкового номера і найменування «Зонд» внаслідок невдалих запусків. Інша: космічні апарати «Союз 7К-Л1», що конструктивно були пілотованими кораблями «Союз» (але без орбітального відсіку), призначені для подальших пілотованих обльотів Місяця у рамках радянської пілотованої місячної програми («Зонди» -4…-8, а також ряду невдалих запусків, що не отримали порядкового номера або що отримали найменування «Космос»).

## Автоматичні міжпланетні станції
Апарати «Зонд-1» — «Зонд-3» застосовувалися для дослідження космосу і відпрацювання техніки далеких космічних польотів автоматичних міжпланетних станцій (АМС) проєкту 3МВ.

## Союз-7К-Л1
«Зонди» -4…-8 (а також ряд інших під назвою «Космос») за радянською програмою обльоту Місяця відпрацювали техніку польотів до Місяця з поверненням на Землю і були безпілотним варіантом двомісного пілотованого космічного корабля 7К-Л1, що складався з апарата приземлення і приладо-агрегатного відсіку Космічного корабля «Союз», додатково оснащеного системою навігації і орієнтації за зірками, а також системою телекомунікації з параболічною гостронаправленою антеною. Перший пілотований політ КК 7К-Л1 з обльотом місяця для випередження аналогічного польоту американського КК «Аполлон-8» (21.12.1968) планувався на 08.12.1968, але був скасований у зв'язку з високим ризиком унаслідок недоопрацьованості корабля і ракети-носія.

## Космічні експедиції апаратів серії «Зонд»
| Назва                | Дата запуску | Ракета-носій | Основні завдання | Перебіг космічної експедиції |
| «Зонд-1» (3МВ)       | 02.04.1964   | «Молнія»     | Перевірка роботи бортових систем, збір наукової інформації поблизу Венери.                                           | Зв'язок втрачений 14.05.1964 на віддаленні від Землі до 14 млн км, некерований проліт Венери 14.07.1964. |
| «Зонд-2А»(3МВ)       | 04.06.1964   | «Молнія»     | Перевірка на траєкторії до Місяця бортових систем АМС для польоту до Марса.                                          | Вибух РН на старті. |
| «Зонд-2» (3МВ)       | 30.11.1964   | «Молнія»     | Перевірка бортових систем при польоті до Марса.                                                                      | Зв'язок втрачений 05.1965, некерований проліт Марса 06.08.1965. |
| «Зонд-3» (3МВ)       | 18.07.1965   | «Молнія»     | Фотографування зворотної сторони місяця, передача зображення на Землю.                                               | Проліт місяця 20.07.1965. |
| «Космос-146»(7К-Л1П) | 10.03.1967   | «Протон»     | Тестування бортових агрегатів на високоеліптичній навколоземній орбіті. Випробування блоку «Д» ракети-носія УР-500К. | Перше включення блоку «Д» пройшло успішно. Через неполадки в системі управління блоком наступне його включення призвело до відхилення від розрахункової траєкторії. Апогей збільшився, а перигей знизився внаслідок чого на другий день польоту корабель увійшов до щільних шарів атмосфери і згорів. |
| «Космос-154»(7К-Л1П) | 08.04.1967   | «Протон»     | Тестування бортових агрегатів з обльотом місяця.                                                                     | Унаслідок відмови в системі управління сталося дострокове скидання блоків малих двигунів, що забезпечують запуск двигуна блоку «Д», і корабель залишився на орбіті ШСЗ. |
| «Зонд-4А» (7К-Л1)    | 28.09.1967   | «Протон»     | Тестування бортових агрегатів з обльотом місяця                                                                      | Відмовив один з шести двигунів першого ступеня ракети-носія УР-500К. Ракета була підірвана на 67-й секунді польоту. Апарат приземлення (АП), повернений на Землю системою аварійного порятунку(САП). |
| «Зонд-4Б» (7К-Л1)    | 22.11.1967   | «Протон»     | Тестування бортових агрегатів з обльотом місяця.                                                                     | Не набрав необхідної тяги один з чотирьох двигунів другої ступені ракети-носія. АП повернений на Землю САП. |
| «Зонд-4» (7К-Л1)     | 02.03.1968   | «Протон»     | Тестування бортових агрегатів на високоеліптичній навколоземній орбіті, повернення АП на Землю.                      | Корабель за допомогою блоку «Д» був виведений на високоеліптичну орбіту з апогеєм близько 300 тисяч кілометрів, але убік від місяця(внаслідок відмови системи орієнтації). 9 березня при підльоті до Землі через збої в роботі зоряного датчика не була виконана також і необхідна орієнтація для входу в атмосферу. АП пішов на балістичне приземлення в незапланований район і був підірваний системою самоліквідації над Гвінейською затокою. |
| «Зонд-5А» (7К-Л1)    | 23.04.1968   | «Протон»     | Тестування бортових агрегатів з обльотом місяця, повернення АП на Землю.                                             | Після скидання головного обтікача під час роботи другої ступені ракети-носія сталося замикання в системі управління кораблем, що призвело до обертання по крену. Спрацювала система аварійного порятунку. Політ був перерваний, а АП повернений на Землю. |
| «Зонд-5Б» (7К-Л1)    | 21.07.1968   | «Протон»     | Тестування бортових агрегатів з обльотом місяця, повернення АП на Землю.                                             | Корабель до старту був пошкоджений струменем рідкого окисника з бака блоку «Д», що лопнув. Політ був скасований. |
| «Зонд-5» (7К-Л1)     | 15.09.1968   | «Протон»     | Обліт місяця, фотографування Землі, повернення АП на Землю.                                                          | Обліт місяця 18.09.1968, повернення АП на Землю 21.09.1968 в Індійському океані. |
| «Зонд-6» (7К-Л1)     | 10.11.1968   | «Протон»     | Обліт і фотографування місяця, повернення АП на Землю з приземленням в заздалегідь призначеному районі.              | Обліт місяця 14.11.1968, при поверненні на Землю 17.11.1968 на території СРСР АП розбився. |
| «Зонд-7А» (7К-Л1)    | 20.01.1969   | «Протон»     | Перший у світі пілотований обліт місяця з двома космонавтами, повернення АП на Землю.                                | Пілотований політ 08.12.1968 (і подальші) скасований. Вибух РН при старті для автоматичного польоту, АП повернений на Землю. |
| «Зонд-7Б» (7К-Л1С)   | 21.02.1969   | «Н1»         | Обліт місяця, повернення АП на Землю.                                                                                | Вибух РН при старті, АП повернений на Землю. |
| «Зонд-7В» (7К-Л1С)   | 03.07.1969   | «Н1»         | Обліт місяця, повернення АП на Землю.                                                                                | Вибух РН при старті, АП повернений на Землю. |
| «Зонд-7» (7К-Л1)     | 08.08.1969   | «Протон»     | Обліт місяця, фотографування Місяця і Землі, випробування управління апаратом від бортової ЕОМ.                      | Обліт місяця 11.08.1969, повернення АП на Землю 14.08.1969. Перший апарат місячної серії «Зонд», який безпечно доставив би космонавтів на Землю. |
| «Зонд-8» (7К-Л1)     | 20.10.1970   | «Протон»     | Обліт місяця, фотографування Місяця і Землі, відпрацювання варіанту приземлення з боку північної півкулі.            | Обліт місяця 24.10.1970, повернення АП на Землю 27.10.1970. |